# Grajd

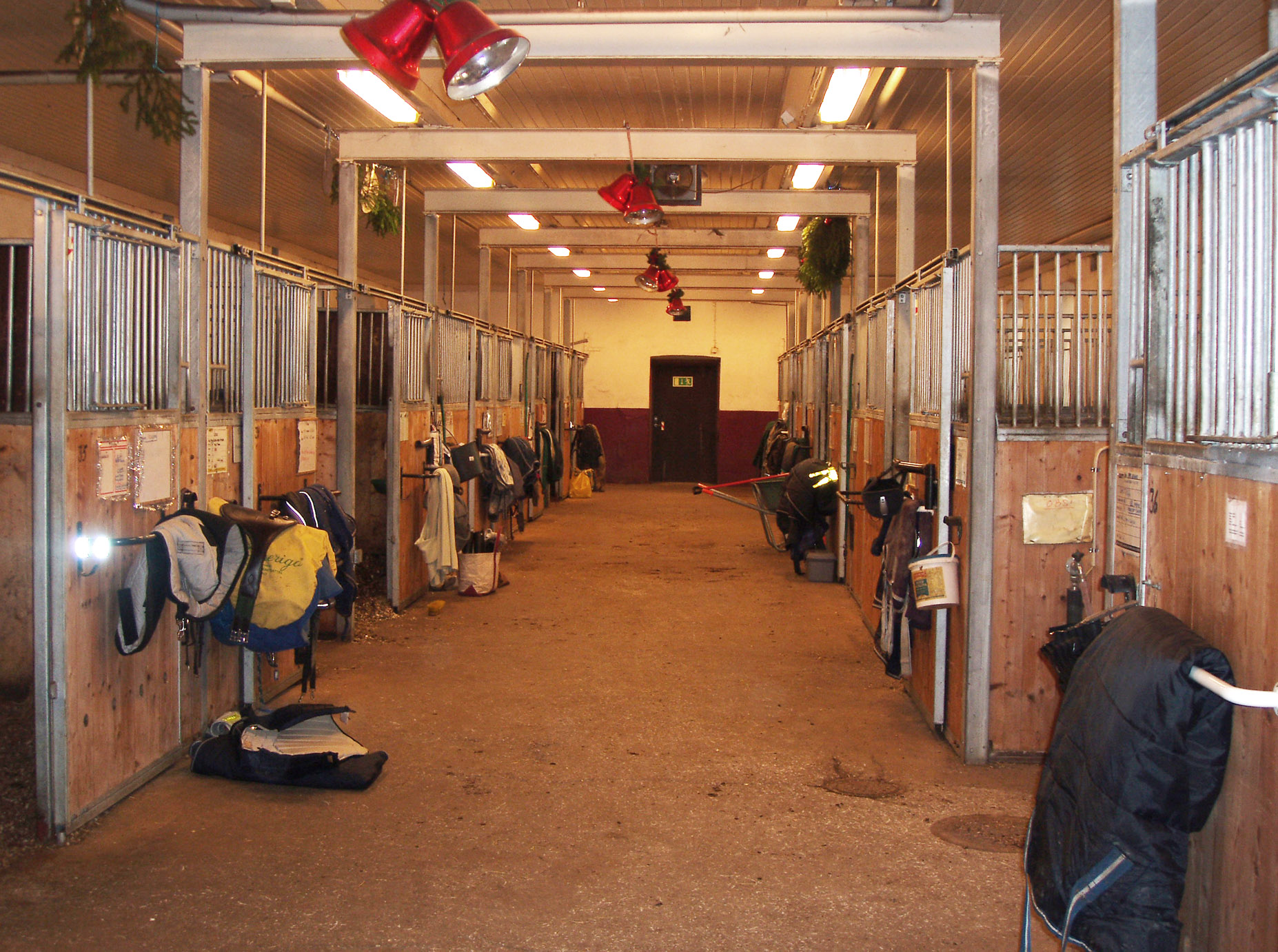
Interiorul unui grajd de cai.

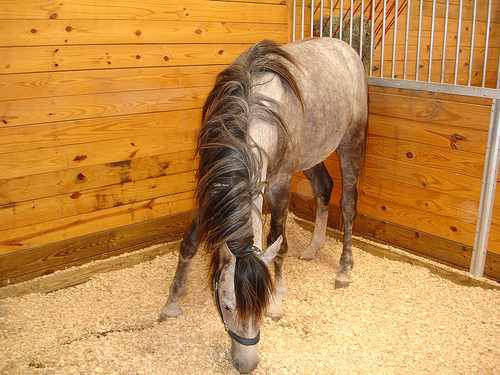
Un cal într-o boxă în interiorul unui grajd.

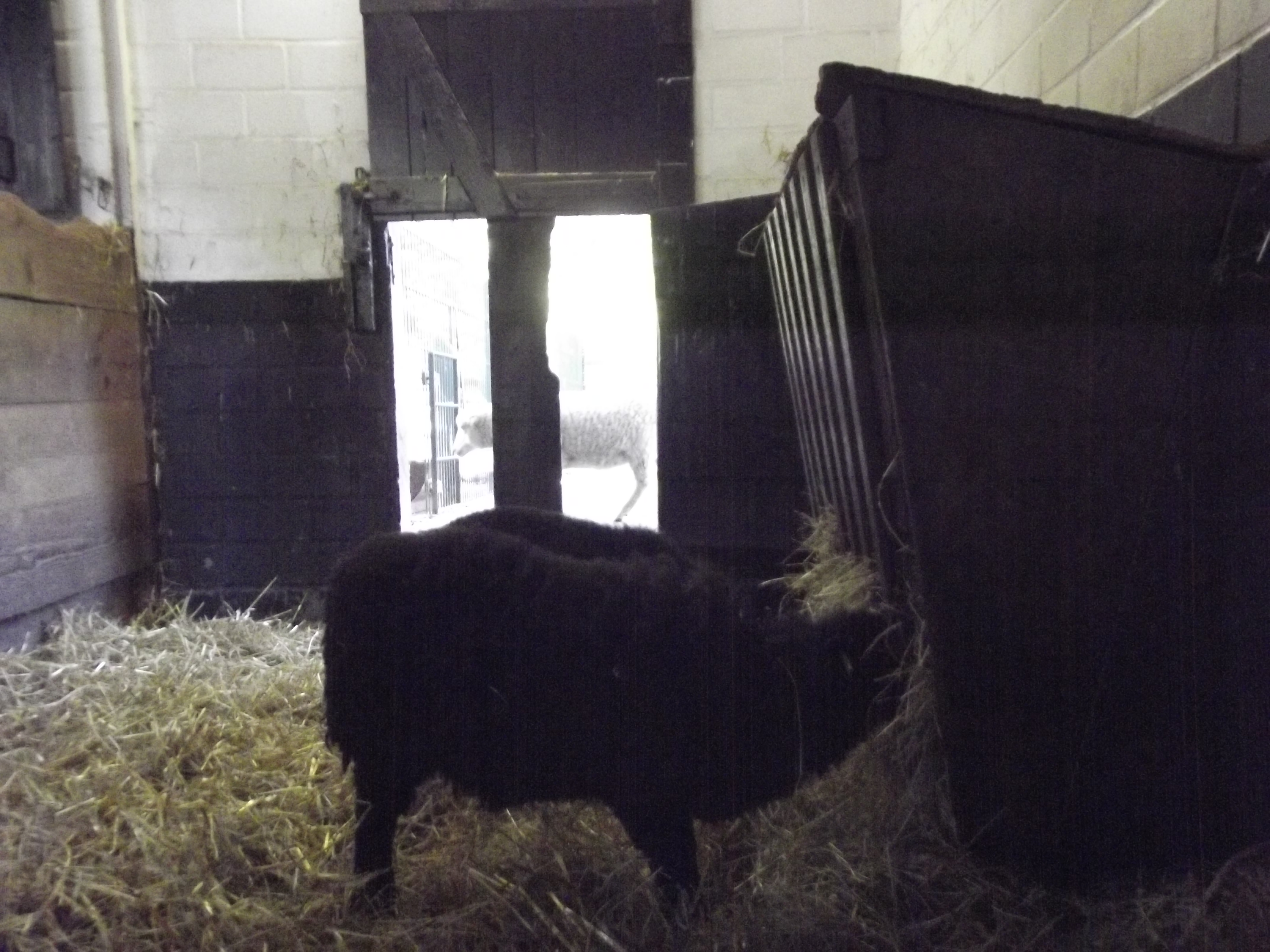
O iesle într-un grajd.

Un grajd este o construcție special amenajată pentru adăpostirea animalelor domestice mari, în special cai. Ea este împărțită frecvent în boxe separate pentru un singur animal. Există mai multe tipuri diferite de grajduri în ziua de azi; șura în stil american, de exemplu, este un hambar mare, cu o ușă la fiecare capăt și boxe individuale în interior sau un grajd comun.
Aspectul exterior al unui grajd poate varia mult, în funcție de climă, de materiale de construcții, de perioada istorică și culturală sau de stiluri de arhitectură. O gamă largă de materiale de construcții pot fi utilizate, inclusiv zidărie (cărămidă sau piatră), lemn și oțel. Grajdurile pot avea un aspect interior variat, de la o clădire mică pentru unul sau două animale până la facilități zootehnice pentru pregătirea cailor de curse, care pot găzdui sute de animale.

## Istoric

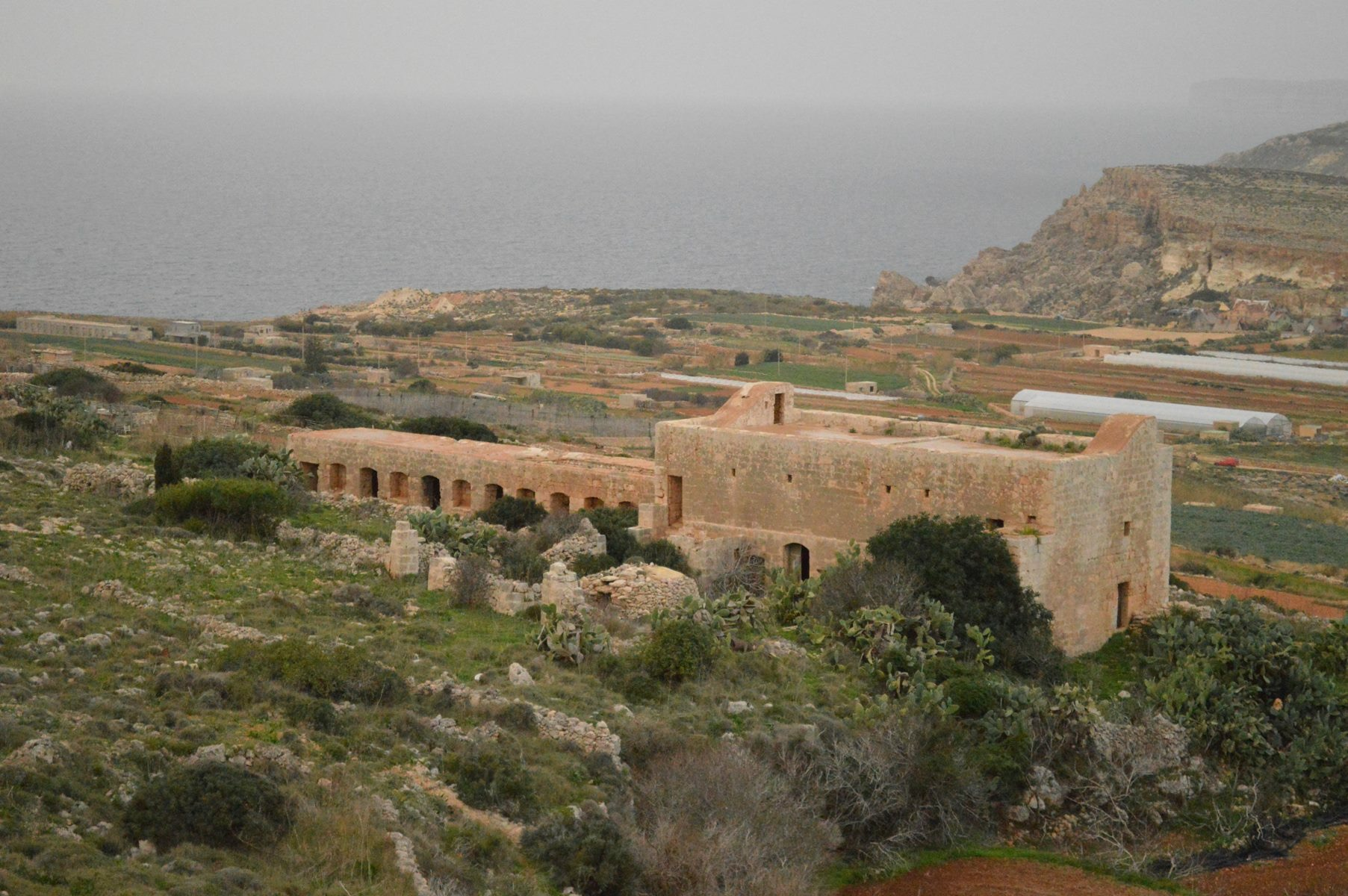
Ferma Diavolului este un grajd din secolul al XVIII-lea construit din calcar de călugării Ordinului Cavalerilor Ioaniți în Malta. Clădirea este un exemplu rar al unei construcții din acea perioadă, dar se află în prezent în ruină. Cu toate acestea, este un monument național de rangul 1.

Grajdul este considerat, de obicei, din punct de vedere istoric, al doilea cel mai vechi tip de clădire de la fermă. Cele mai vechi grajduri de cai au fost descoperite în orașul antic Pi-Ramses din Qantir, în Egiptul Antic, și au fost construite în timpul domniei faraonului Ramses al II-lea (c.1304-1237 î.Hr.). Aceste grajduri se întindeau pe o suprafață de aproximativ 17.000 m2, aveau pardoseli înclinate pentru drenaj și puteau adăposti aproximativ 480 de cai.
Grajdurile comune au început să fie construit din secolul al XVI-lea. Acestea erau clădite trainic și se aflau în apropierea casei, datorită importanței pe care caii o aveau ca animale de tracțiune. Tavanele erau deseori tencuite pentru a preveni căderea prafului în ochii cailor. Au supraviețuit puține exemple de grajduri cu interioare complete (de exemplu, cu boxe, grilaje și iesle) de la mijlocul secolului al XIX-lea sau mai devreme.
În mod tradițional, grajdurile din Marea Britanie aveau un pătul pentru fân la etajul superior și o ușă pe unde erau scoși caii. Ușile și ferestrele erau dispuse simetric. Interioarele lor erau împărțite în boxe și includeau, de obicei, un spațiu mai mare pentru o iapă gestantă sau pentru un cal bolnav. Podelele erau pietruite (sau, mai târziu, pavate) și conțineau canale de drenaj. Era un lucru comun ca fermierii să doarmă în pătulul de fân de la etajul superior al grajdului.

## Cai
Grajdurile pentru cai fac parte adesea dintr-un complex mai mare, care include terenuri de antrenament, spații veterinare și potcovării.

## Galerie

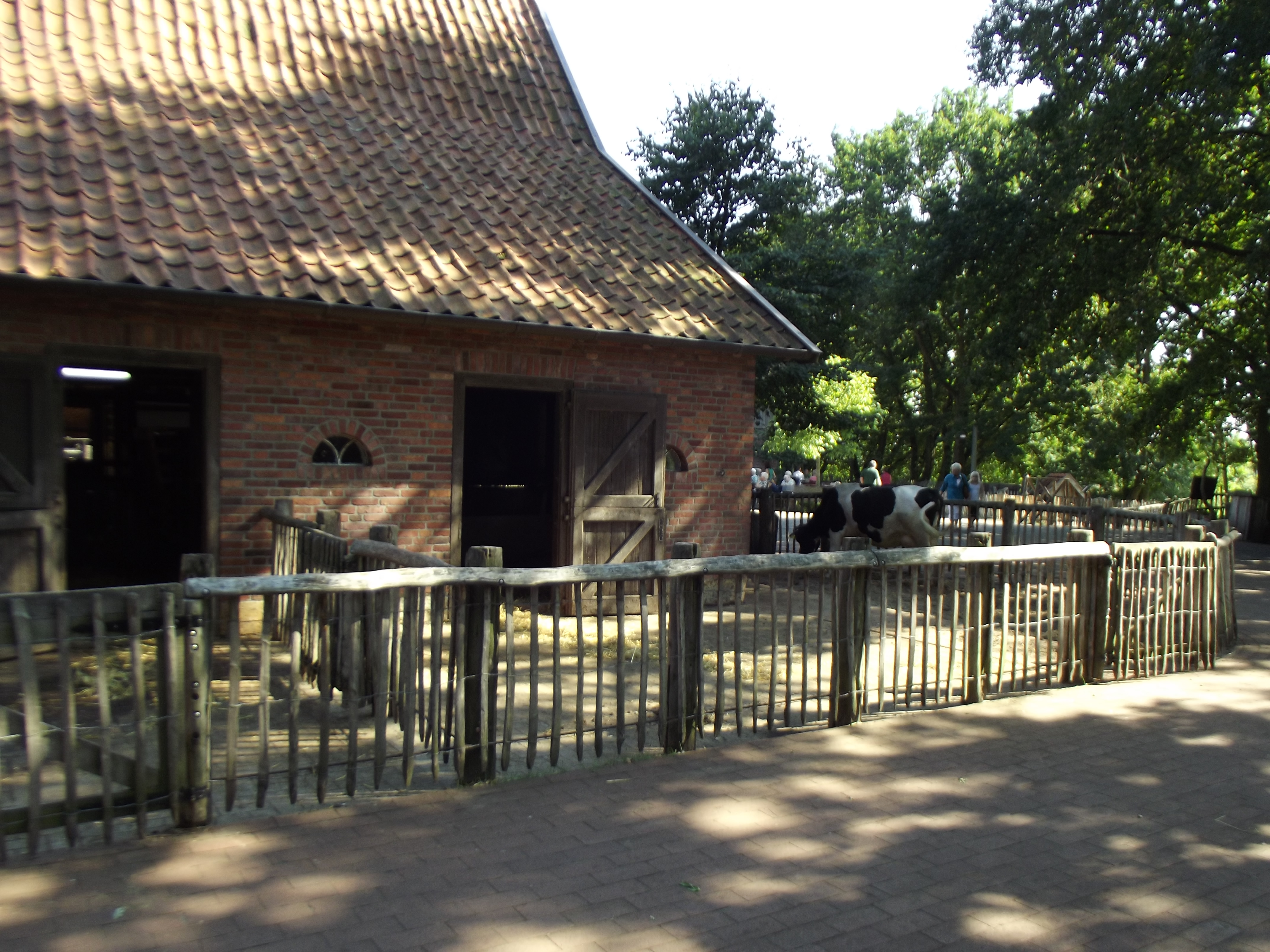
Un grajd tradițional german, cu spațiu de mișcare pentru cai (Vechtehof Nordhorn).
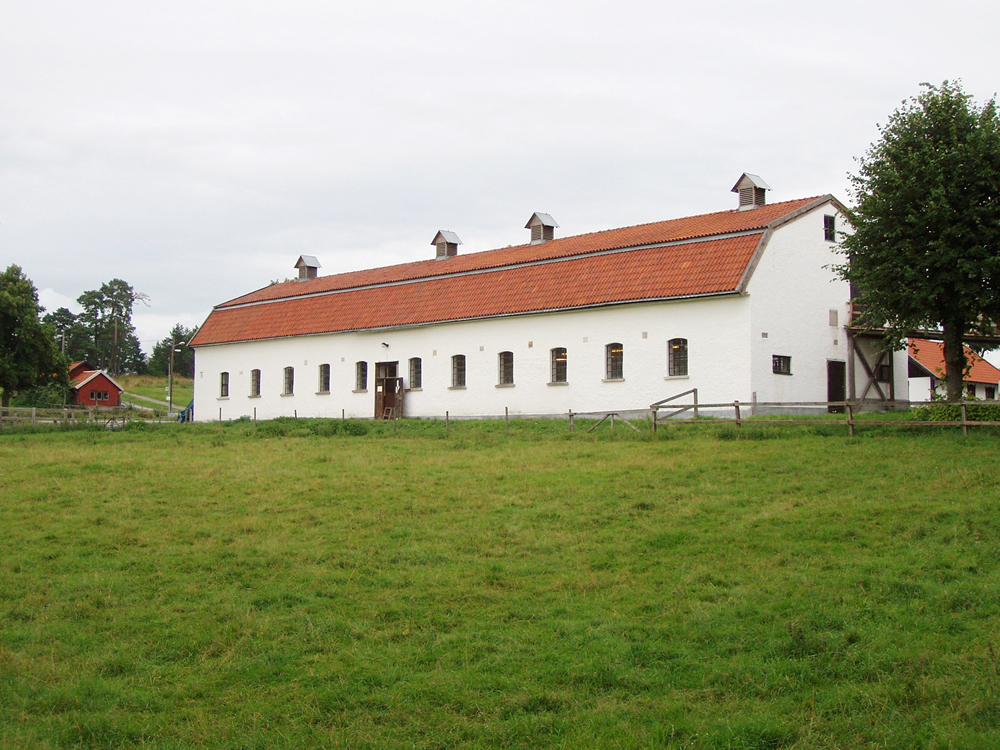
Hambar în stil tradițional, construit în 1802, încă folosit ca grajd de cai.
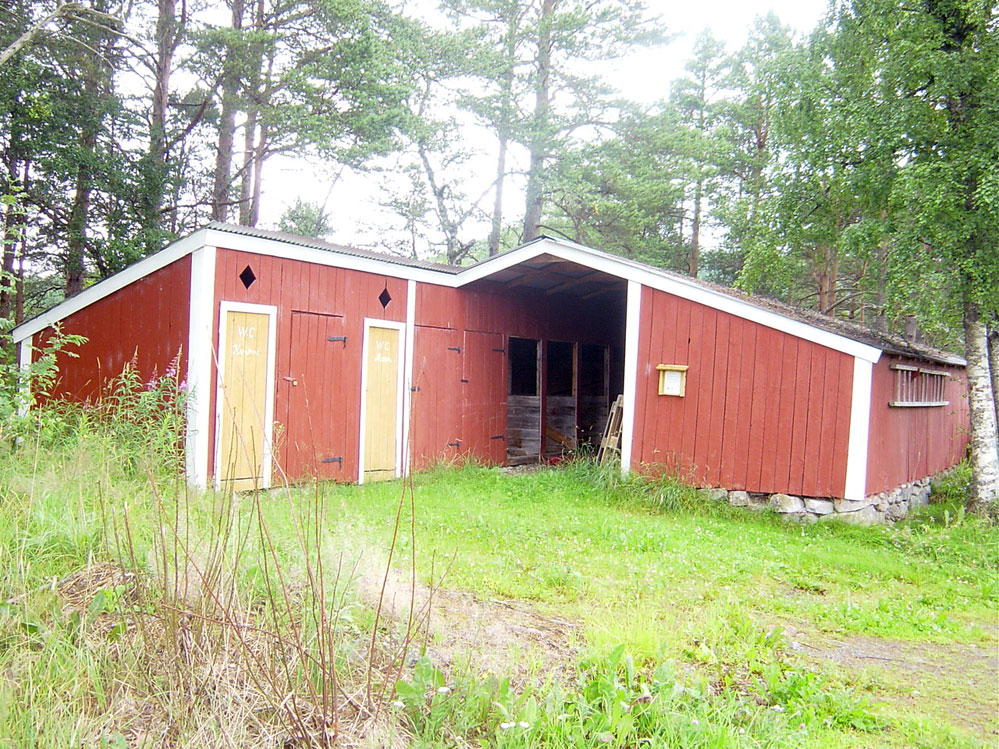
Un grajd modest cu câteva boxe.
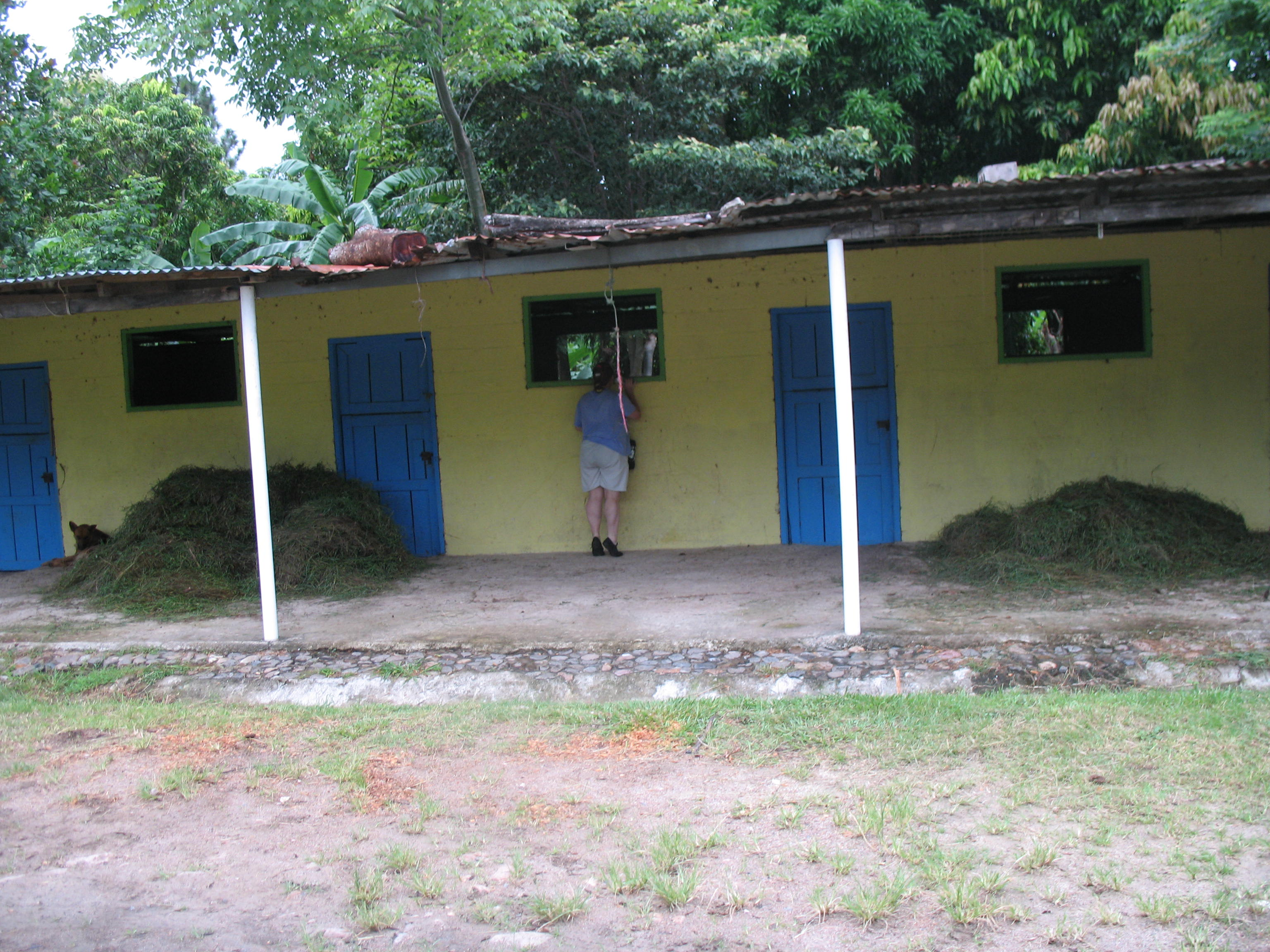
Un șopron cu boxe în linie la un club de echitație din Panama.
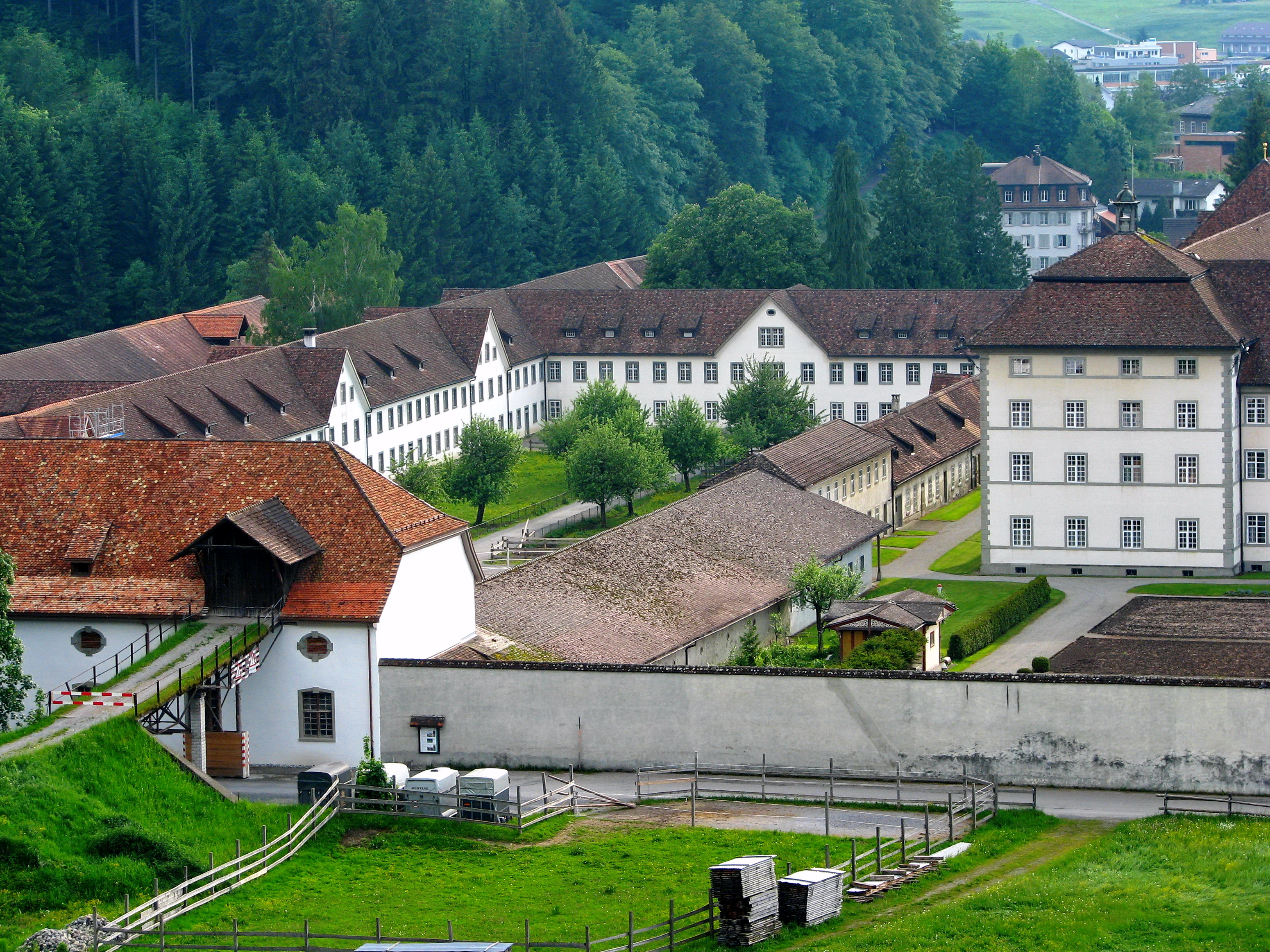
Grajduri la Mănăstirea Einsiedeln din Elveția.
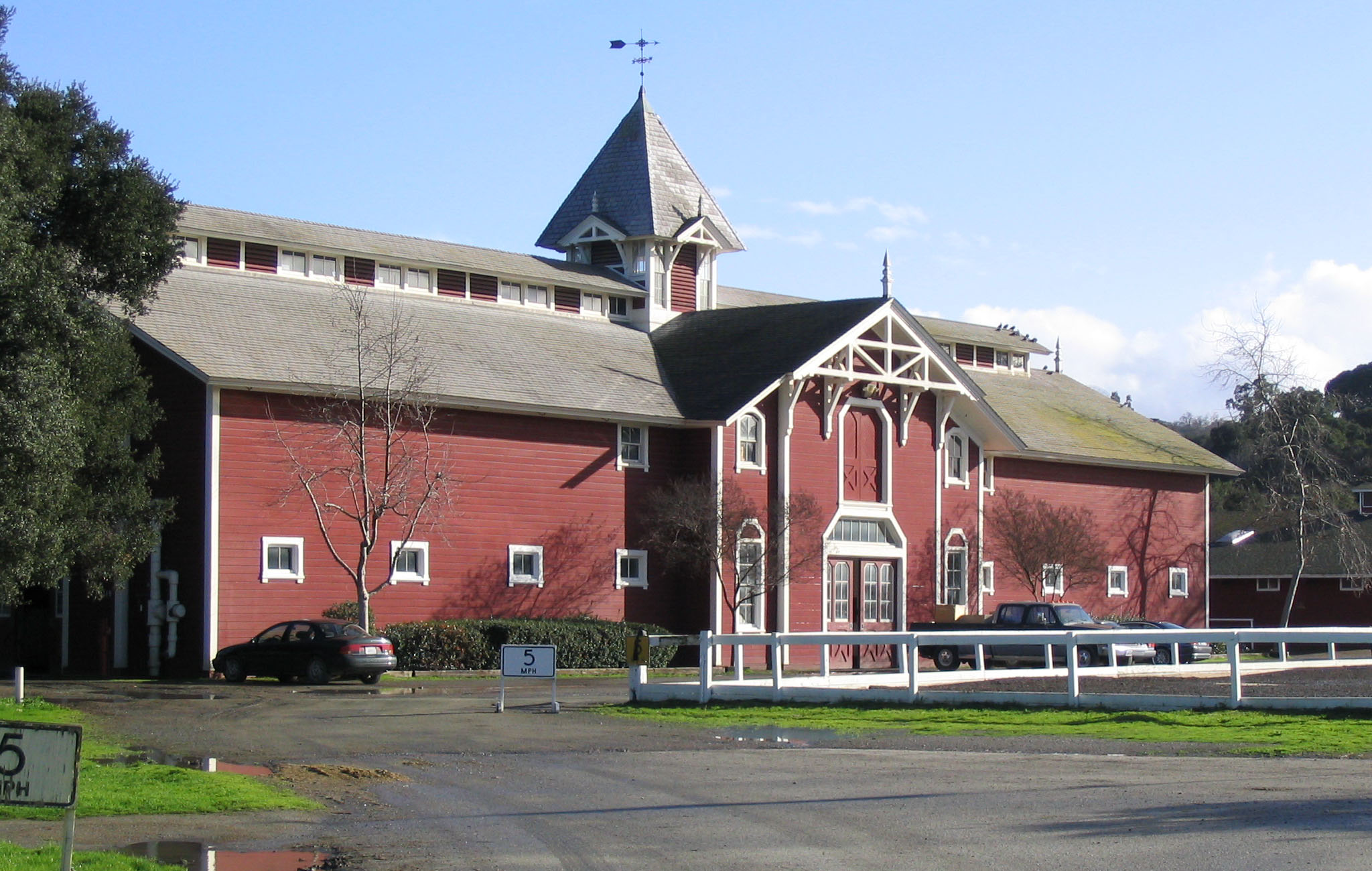
Un grajd de cai, vechi de peste 100 de ani, încă în uz.
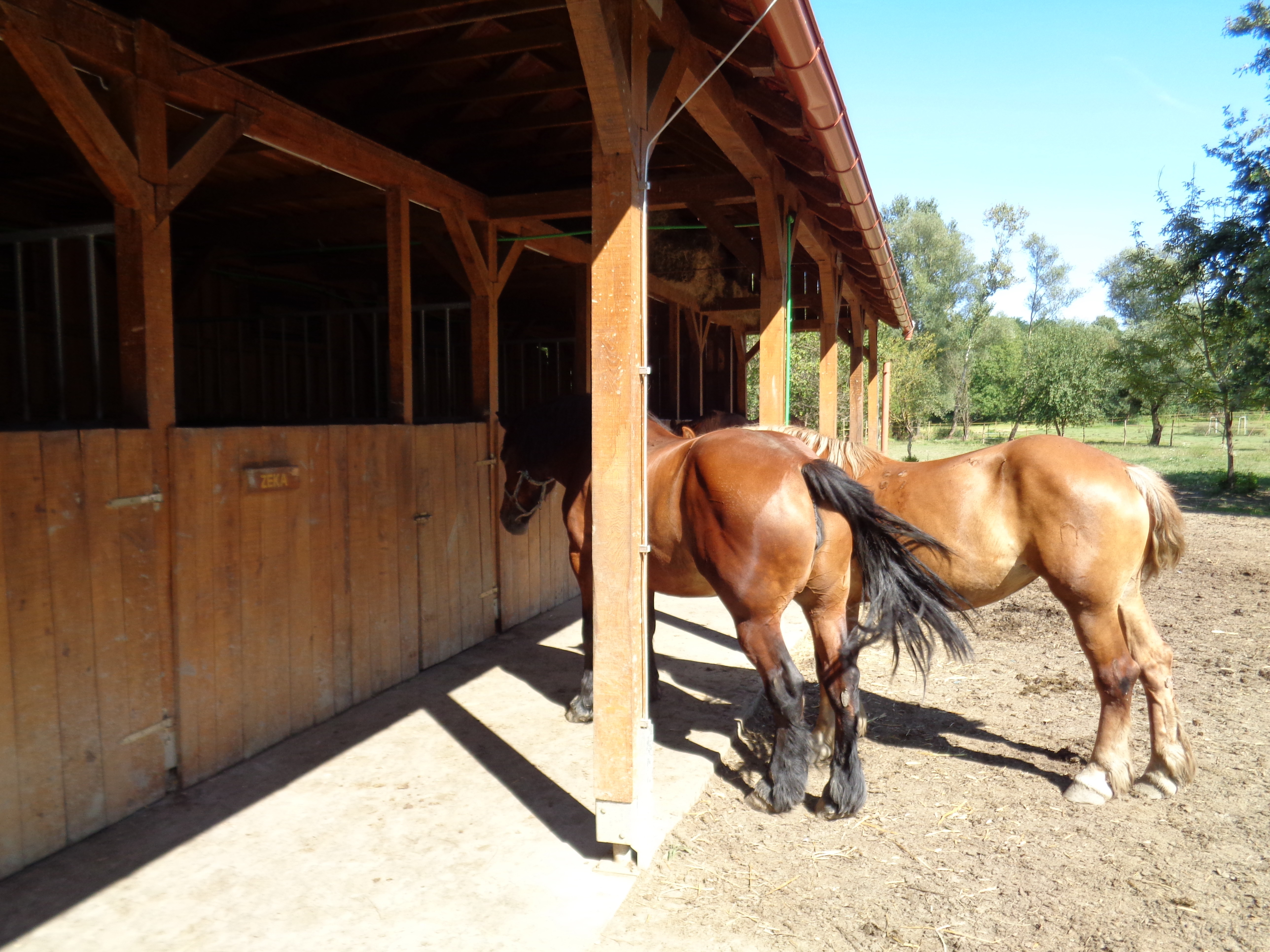
Un grajd cu boxe la rând în Žabnik la Sveti Martin na Muri, Croația.
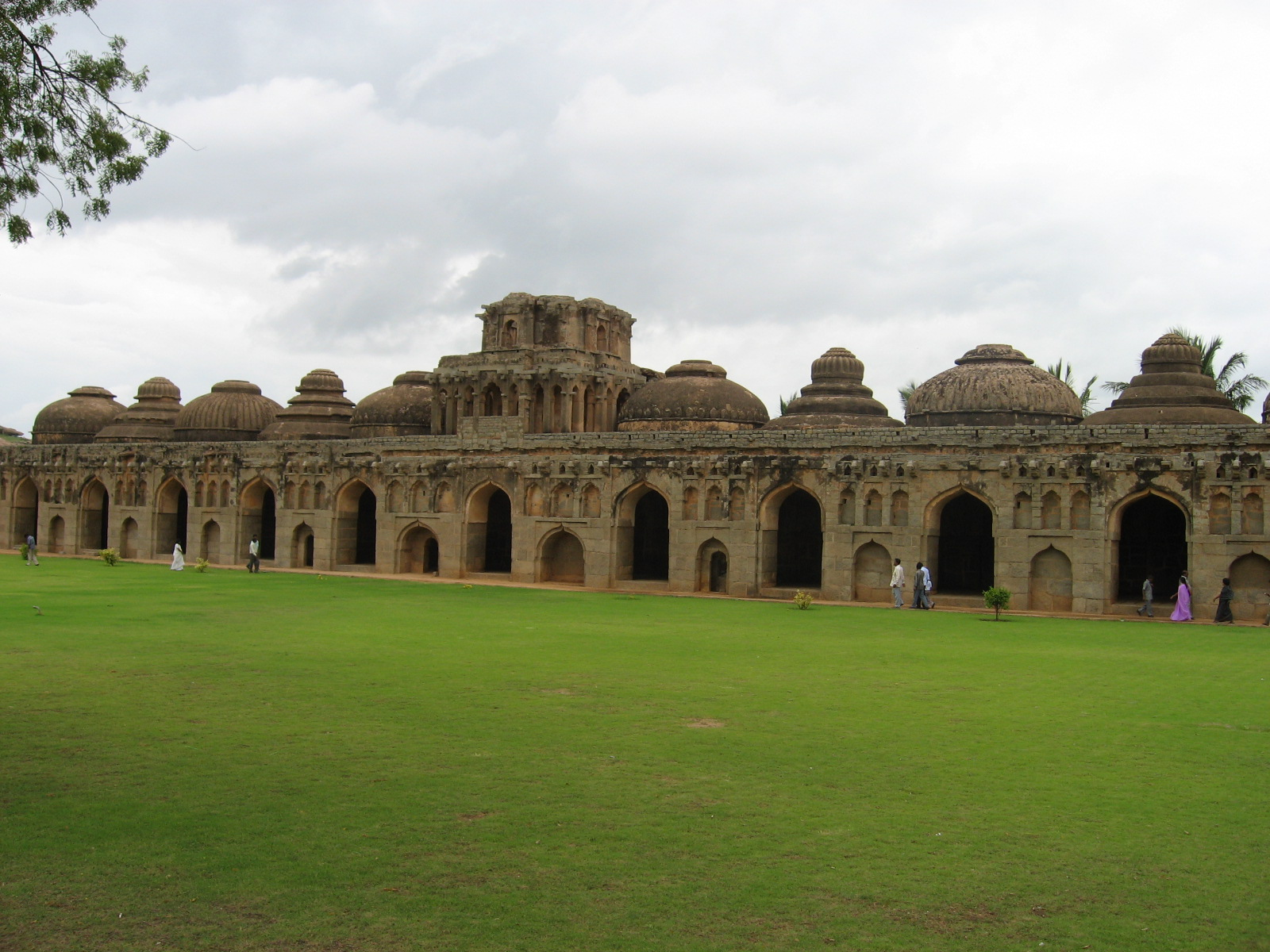
Gajashaala sau grajd de elefanți în Vijayanagara, India, construit în timpul Imperiului Vijayanagara.